# The Glorious Burden
The Glorious Burden ist ein 2004 erschienenes Studioalbum der US-amerikanischen Metal-Band Iced Earth. Es ist das siebte Studioalbum der Band und das erste mit dem Sänger Tim „Ripper“ Owens, der zuvor bei Judas Priest gesungen hatte.

## Entstehung
Die Aufnahmen fanden unter der Leitung von Jim Morris in den Morrisound-Studios in Tampa (Florida) statt und nahmen die erste Jahreshälfte 2003 in Anspruch. Zusätzlich zur Band spielte das Prague Philharmonic Orchestra die Orchesterparts für die halbstündige Suite „Gettysburg 1863“. Gastsoli an der Gitarre kommen von Ralph Santolla und Jim Morris.
Während der Aufnahmen zum Album entschied sich Jon Schaffer, den bisherigen Sänger Matt Barlow durch Tim Owens zu ersetzen. In einem Interview mit dem Magazin des deutschen Versandhandels EMP gab Schaffer an, mit Barlows Gesangsleistung nicht zufrieden zu sein: „Matt brauchte 16 Tage und war miserabel. Tim brauchte vier Tage und lieferte ein Ergebnis ab, wie es besser nicht sein konnte.“ Trotz des Sängerwechsels gelangte mit „Attila“ noch ein von Barlow mitkomponiertes Lied auf das Album.
Das Cover und sämtliche Illustrationen zu den Songs im Booklet des Albums stammen von dem russischen Künstler Leo Hao. Zusätzlich befindet sich im Booklet Werbung für den von Jon Schaffer betriebenen Militariahandel „Spirit of '76“.
Der Veröffentlichung ging die EP „The Reckoning“ voraus, die in den USA am 21. Oktober 2003 und in Europa sechs Tage später erschien. Sie enthielt vier Lieder, die sich später auch auf dem Album befanden, wobei die Akustikversion von „When the Eagle Cries“ nur auf der limitierten Edition zu finden war.
Das Album erschien in Europa am 12. Januar 2004 und zwei Tage später in den USA. Neben der normalen CD im Jewelcase wurde auch eine limitierte Edition im Digipak und Pappschuber veröffentlicht, welche die „Gettysburg 1863“-Suite auf einer separaten CD enthielt. Die CD mit den übrigen Liedern des Albums enthielt zudem zwei Bonustracks.
Zu den Liedern „Declaration Day“, „When the Eagle Cries“ und „The Reckoning (Don’t Tread On Me)“ wurden Musikvideos gedreht.

## Titelliste
| Normale Version 1. The Star-Spangled Banner (1:13) 2. Declaration Day (5:00) 3. When the Eagle Cries (4:07) 4. The Reckoning (Don’t Tread on Me) (4:56) 5. Attila (5:36) 6. Red Baron/Blue Max (4:05) 7. Hollow Man (4:26) 8. Waterloo (5:49) 9. Valley Forge (4:46) 10. Gettysburg 1863 1. The Devil to Pay (12:13) 2. Hold at All Costs (7:06) 3. High Water Mark (12:35) | Limitierte Version CD 1 (The Glorious Burden): 1. The Star-Spangled Banner (1:13) 2. Declaration Day (5:00) 3. When the Eagle Cries (4:07) 4. The Reckoning (Don’t Tread on Me) (4:56) 5. Greenface (3:02) 6. Attila (5:36) 7. Red Baron/Blue Max (4:05) 8. Hollow Man (4:26) 9. Valley Forge (4:46) 10. Waterloo (5:49) 11. When The Eagle Cries (acoustic) (3:34) CD 2 (Gettysburg 1863): 1. The Devil to Pay (12:13) 2. Hold at All Costs (7:06) 3. High Water Mark (12:35) |

„The Star-Spangled Banner“ wurde von John Stafford Smith komponiert. Alle übrigen Lieder wurden von Jon Schaffer alleine geschrieben. Matt Barlow steuerte die Lyrics zu „Attila“, Tim Owens die „Red Baron/Blue Max“ und „Waterloo“ bei, sie erhielten daher ebenfalls Writing Credits .

## Bedeutung der Lieder
- „The Star-Spangled Banner“ ist eine Adaption der gleichnamigen Nationalhymne der USA.
- „Declaration Day“ handelt von der Unabhängigkeitserklärung der USA gegenüber England am 4. Juli 1776.
- „When the Eagle Cries“ bezieht sich auf die Terroranschläge am 11. September 2001. Der im Titel und Text erwähnte Adler ist der Weißkopfseeadler, der als Wappentier symbolisch für die USA steht.
- „Greenface“ thematisiert amerikanische Soldaten im Dschungelkrieg in Vietnam. Auf der amerikanischen Version des Albums war dieser Song regulär enthalten und stand an Stelle von „Waterloo“.
- „Attila“ beschäftigt sich mit dem gleichnamigen Fürsten der Hunnen, welcher im Rahmen der Völkerwanderung im 5. Jahrhundert n. Chr. bis nach Mitteleuropa vordrang.
- „Red Baron/Blue Max“ erzählt die Karriere des im Ersten Weltkrieg als „Roter Baron“ bekannt gewordenen deutschen Jagdfliegers Manfred von Richthofen. „Blue Max“ bezieht sich auf den gängigen Spitznamen „Blauer Max“ für den Orden Pour le Mérite, mit dem von Richthofen u. a. ausgezeichnet wurde.
- „Valley Forge“ bezieht sich auf das gleichnamige Lager der amerikanischen Kontinentalarmee im Winter 1777/1778 während des Amerikanischen Unabhängigkeitskrieges.
- „Waterloo“ berichtet von der „Herrschaft der Hundert Tage“ des französischen Kaisers Napoleon Bonaparte und der entscheidenden Schlacht von Waterloo, die Napoleons Untergang besiegelte.
- „The Devil to Pay“, „Hold at All Costs“ und „High Water Mark“ bilden zusammen die Suite „Gettysburg 1863“ und befassen sich alle mit einzelnen Aspekten der Schlacht von Gettysburg während des Sezessionskrieges im Jahr 1863:
  - „The Devil to Pay“ beginnt mit einem zeitgenössischen Arrangement der Nationalhymne und beschreibt die generelle Situation im Vorfeld der Schlacht sowie die strategischen Maßnahmen, welche zur Begegnung bei Gettysburg führten. Weiter werden die Ereignisse des ersten Tages der Schlacht (1. Juli 1863), insbesondere die der Generäle John Buford, John Fulton Reynolds und Robert Edward Lee, beschrieben. Zwischenzeitlich wird das Volkslied „When Johnny Comes Marching Home“ zitiert.
  - „Hold at All Costs“ behandelt den Folgetag, den 2. Juli 1863, und greift zunächst die Sicht eines einfachen Soldaten auf, der aufgrund der Kriegslage und der Spaltung der USA gezwungen ist, gegen seinen besten Freund zu kämpfen. Im Folgenden wird die verzweifelte Verteidigung des Höhenzugs Little Round Top durch das 20. Marine-Regiment unter Oberst Joshua Lawrence Chamberlain geschildert.
  - „High Water Mark“ ist dem 3. Juli 1863 gewidmet und schildert zunächst einen Dialog zwischen den konföderierten Generälen Lee und Longstreet. Anschließend wird der von Lee durchgesetzte Gegenangriff beschrieben und zwischenzeitlich aus der Sicht des Generals Lewis Addison Armistead berichtet. Die Schlacht wird musikalisch umgesetzt, die Komposition endet mit einem Schuldgeständnis von Lee, den fehlgeschlagenen Angriff angeordnet zu haben.

## Rezeption
Obwohl die Kritiken zum Album gut ausfielen, sahen viele Rezensenten und Fans die politische Komponente als problematisch an. Im Speziellen wurde dabei das Lied „When the Eagle Cries“ kritisiert, welches militärische Antworten auf die Terroranschläge gutheiße (Textzeilen: „When the eagle cries, Blood will flow/When the eagle cries, For freedoms price“). Das wiederum wurde in der Diskussion um das Album auf den ein Jahr zuvor begonnenen Irak-Krieg bezogen und als Versuch zu dessen Rechtfertigung gedeutet. Weiterhin wurde den übrigen Songs teilweise Kriegsverherrlichung vorgeworfen. Beispielsweise hieß es, das Album enthalte „einige ultra-patriotische Texte [...], die - gipfelnd in ‚When The Eagle Cries‘ - an Einseitigkeit kaum zu übertreffen“ seien.
In der deutschen Zeitschrift Rock Hard ging die Uneinigkeit so weit, dass in Ausgabe 202 des Magazins sämtliche Redakteure eine einzelne Rezension zum Album abgaben. Die Wertungen gingen zwischen 4 und 10 von 10 möglichen Punkten auseinander. Der Chefredakteur Götz Kühnemund zog folgendes Fazit:

„An einem Referenzwerk wie ‚Gettysburg (1863)‘ muss sich ab sofort JEDE Metal-Band mit traditioneller Ausrichtung - von Priest über Maiden, Savatage und Manowar bis hin zu Blind Guardian - messen lassen!“

Dagegen sah David Gregori im deutschsprachigen Webzine metal.de in dem Album „ein musikalisches Meisterwerk, zerstört durch bedenklich stumpfen und blinden Patriotismus“ und bezog wie folgt Stellung:

„Diese Lyrik hier ist eine politisch genauso geartete Äußerung, wie wenn ich den 11.9. gut heißen würde. [...] Er [Jon Schaffer] beschreibt geschichtliche Sachverhalte nicht einfach neutral oder versieht sie aus Gründen der Provokation mit Ironie, nein, er wertet glasklar, wird dabei kriegsverherrlichend und verbreitet, wie schon angedeutet, verblendet-blinde Phrasen.“

In kommerzieller Hinsicht war das Album vor allem in Europa erfolgreich. Es hielt sich sechs Wochen in den deutschen Albencharts und erreichte Platz 15, womit es in dieser Hinsicht das erfolgreichste Album der Band war.
Die vorab veröffentlichte Single „The Reckoning“ erreichte in den deutschen Singlecharts den 45. Platz und blieb vier Wochen in den Top 100.